# Sackgasse (Film)
Sackgasse ist ein US-amerikanisches Kriminalfilm-Drama (Originaltitel Dead End, auch Dead End – Cradle of Crime) von William Wyler aus dem Jahre 1937. Der Film entstand nach dem „enorm erfolgreichen Bühnenstück“ Dead End von Sidney Kingsley In den Film-Hauptrollen agieren Sylvia Sidney, Joel McCrea und Humphrey Bogart, in tragenden Rollen Wendy Barrie, Claire Trevor und Allen Jenkins.
Eines der seinerzeitigen Filmplakate titelte: „There was blood on his hands – a price on his head – he was wanted ‚Dead or Alive‘“ (frei übersetzt: Er hatte Blut an den Händen – auf seinen Kopf war ein Kopfgeld ausgesetzt – er wurde „tot oder lebendig“ gesucht.)

## Handlung
New York City am East River in der Great Depression. Hier leben Reich und Arm Seite an Seite, seitdem mehrere Reiche aufgrund der schönen Aussicht dort in neue Appartements gezogen sind. Drina Gordon und ihr jüngerer Bruder Tommy sind arm. Tommy ist Mitglied einer Straßengang, und Drina befürchtet, dass Tommy und die anderen Jungs ihr Leben als Kriminelle verschwenden werden. Aber die Jungs sehen eine Karriere als Gangster als einzige Möglichkeit, ihren ärmlichen Verhältnissen zu entfliehen. Ihr großer Held ist der einstige Nachbarsjunge Baby Face Martin, der mittlerweile ein berüchtigter Gangster und mehrfacher Mörder ist.
Auf der Flucht vor der Polizei taucht Baby Face in seiner alten Heimat unter und besucht seine Mutter und seine alte Freundin Francey, die mittlerweile als Prostituierte ihren Lebensunterhalt verdient. Mrs. Martin möchte jedoch nichts mehr mit ihrem verbrecherischen Sohn zu tun haben, und auch mit Francey wird es für ihn keine Zukunft geben können. Baby Face erkennt seine Lebenssituation als aussichtslos.
Der Architekt Dave Connell lebt ebenfalls in ärmlichen Verhältnissen am East River. Auch er träumt vom Ausbruch aus dieser Umgebung, doch sein fleißiges Arbeiten und sein abgeschlossenes Studium haben ihm bislang keinen Reichtum beschert. Dem gutaussehenden jungen Mann würden sich Chancen durch eine mögliche Ehe mit der wohlhabenden Kay Burton bieten, er fühlt sich jedoch zu Drina Gordon hingezogen.
Tommys Straßengang verprügelt einen Jungen aus reichem Hause, wenig später verletzt Tommy zudem noch den Vater des Jungen leicht mit einem Messer. Daraufhin versteckt sich Tommy vor der Polizei und die Sorgen seiner Schwester Drina über seine Zukunft vergrößern sich nur. Baby Face Martin ist unterdessen über die Erfolglosigkeit seines Besuchs frustriert und möchte den reichen Jungen für ein Lösegeld entführen. Dave bekommt das mit und stellt sich gegen Baby Face. Nach einer längeren Auseinandersetzung kann er Baby Face erschießen und erhält von der Polizei ein Belohnungsgeld. Mit diesem Geld könnte er nun endgültig seine Flucht aus dem Armenviertel antreten.
Ein Mitglied von Tommy Bande namens Spit verrät nach einer Befragung durch die Polizei den Namen und Wohnort von Tommy. Drina überlegt mit ihrem Bruder zu flüchten, der wiederum an Spit brutale Rache nehmen möchte. Dave kann im letzten Moment in die gefährliche Situation einschreiten und überzeugt Tommy davon, sich der Polizei zu stellen. Ein Leben als Krimineller ende, wie man an Baby Face Martin sehe, in der Sackgasse. Dave möchte sein Belohnungsgeld für einen guten Rechtsanwalt für Tommy ausgeben. Er gibt seine Beziehung zu Kay Burton auf, da sie und er in zu unterschiedlichen Welten leben würden, und entscheidet sich für eine Zukunft mit Drina Gordon.

## Produktion

### Produktionsnotizen, Hintergrund
Gedreht wurde der von der Samuel Goldwyn Company produzierte Film im Zeitraum 4. Mai bis Juli 1937 in den Samuel Goldwyn Studios in West Hollywood in Kalifornien. Der Verleih des Films fand zum Großteil durch United Artists statt. In Deutschland wurde er durch MGM Home Entertainment auf DVD veröffentlicht. Dem Film stand ein geschätztes Budget von 300.000 Dollar zur Verfügung. Für die Rechte an Sidney Kingsleys Stück soll Goldwyn 165.000 Dollar gezahlt haben. Einige Aspekte des Originalstücks wurden geändert, bevor das Drehbuch beim Hays Office eingereicht wurde. So hat die Figur Francey im Stück beispielsweise Syphilis, im Film wird angedeutet, dass sie Tuberkulose haben könnte. Die Figur Dave Connell, die Joel McCrea im Film spielt, war im Stück ein verkrüppelter Künstler namens Gimpty. Mehrere Schauspieler aus der Broadway-Produktion spielten ihre Rollen für den Film neu, darunter Marjorie Main, Billy Hallop, Huntz Hall, Gabriel Dell und Bernard Punsly. Sylvia Sidney wurde von Walter Wanger und Humphrey Bogart von Warner Bros. für ihre Rollen ausgeliehen. Moderne Quellen berichten, dass Goldwyn den Film ursprünglich an Originalschauplätzen in New York habe drehen wollen, sich aber dann doch entschied, die Straßen New Yorks im Studio in Hollywood nachzubauen. Wyler hätte lieber an Originalschauplätzen gedreht. Dass die Kulissen, die Goldwyn durch den preisgekrönten Filmarchitekten Richard Day nachbauen ließ, auch schmutzige Ecken hatten, passte Goldwyn nicht, er beschwerte sich bei Wyler, dass diese zu realistisch und zu schmutzig wirken würden.
Bereits 1935 standen die sechs Darsteller der Dead End Kids – Billy Halop, Huntz Hall, Bobby Jordan, Leo Gorcey, Gabriel Dell, Bernard Punsley – bei der Broadway-Premiere des Stückes Dead End gemeinsam auf der Bühne. Dead End ist der erste von sieben Kriminalfilmen, die sich um die Dead End Kids drehen. Die jugendlichen Darsteller spielten ihre Rollen bis 1939 an der Seite von Humphrey Bogart in Schule des Verbrechens (Crime School) (1938), an der Seite von James Cagney in Chicago – Engel mit schmutzigen Gesichtern (1938), an der Seite von Ronald Reagan in Hell’s Kitchen (1939) und The Angels Wash Their Faces (1939). In diesen Filmen waren die Dead End Kids in bedeutenden Nebenrollen zu sehen, während sie im letzten Film der Reihe On Dress Parade (1939) die Hauptrollen übernahmen. Bis 1958 entstanden insgesamt mehr als 60 Filme, die sich um die Dead End Kids und deren Nachfolger-Filmreihen wie die Little Tough Guys, die East Side Kids und die Bowery Boys drehten.
Halop, Hall, Dell, Jordan, Punsly und Gorcey seien die ersten jugendlichen Peiniger gewesen, die das Theaterpublikum terrorisiert hätten, als das Stück am 28. Oktober 1935 Premiere gehabt habe, schrieb Tony Sokol bei Den of Geek. Es sei unter der Regie des Dramatikers 684 Mal gelaufen und bis heute das am längsten laufende Stück in der Geschichte des Belasco Theaters gewesen. Die damalige First Lady Eleanor Roosevelt habe es sich dreimal angeschaut.
Goldwyn wollte eigentlich George Raft für die Rolle des Gangsters, dieser lehnte jedoch mit der Begründung ab, die von ihm zu spielende Figur sei zu unsympathisch. Der Filmhistoriker Robert Osborne berichtete, dass es nicht leicht gewesen sei mit Joel McCrea und Humphrey Bogart zu arbeiten, was insbesondere auf die Szene auf dem Dach zugetroffen habe. McCrea zuckte in der zu drehenden Szene ständig zusammen, sodass die Aufnahmen von Wyler ein um das andere Mal wiederholt werden mussten. Als der Regisseur McCrea beiseite nahm und wissen wollte, was los sei, meinte der Schauspieler peinlich berührt, dass Bogart ihm beim Sprechen ständig ins Gesicht spucken würde.
Der Biograph Alan G. Barbour schrieb in seiner Biografie über Humphrey Bogart, dass dessen Darstellung für diesen Film „wesentlich  anspruchsvoller und ergiebiger“ gewesen sei als seine vorherigen Rollen. Dead End habe sich „als einer der bedeutendsten Filme“ Bogarts seit The Petrified Forest erwiesen. Moderne Quellen würdigen Dead End als einen positiven Wendepunkt in Bogarts Karriere und führen ihn als den „Star“ auf, nicht Sidney oder McCrea.

### Soundtrack
- Boo-Hoo, Musik: Carmen Lombardo und John Jacob Loeb, Text: Edward Heyman
  - gespielt auf einer Party und gesungen von Huntz Hall auf der Straße
- The Prisoner’s Song, geschrieben von Guy Massey
  - gespielt auf einer Kazoo von Bobby Jordan und gesungen von den Jungs
- Girl of My Dreams, geschrieben von Sunny Clapp
  - gespielt, nachdem Francey Martin verlassen hat

### Synchronisation, Veröffentlichung
Von dem Film existieren zwei Synchronfassungen, die zweite Synchronisation für das Fernsehen entstand 1974 (Alternativtitel: Im Schatten der Wolkenkratzer).
| Figur                   | Darsteller        | Deutscher Sprecher |
| ----------------------- | ----------------- | ------------------ |
| Drina Gordon            | Sylvia Sidney     | Marianne Lutz      |
| David Connell           | Joel McCrea       | Hartmut Reck       |
| Hugh ‚Baby Face‘ Martin | Humphrey Bogart   | Gottfried Kramer   |
| Kay Burton              | Wendy Barrie      | Renate Küster      |
| Francey                 | Claire Trevor     | Ursula Heyer       |
| Hunk                    | Allen Jenkins     | Klaus Sonnenschein |
| Mrs. Martin             | Marjorie Main     | Ursula Krieg       |
| Tommy Gordon            | Billy Halop       | Uwe Paulsen        |
| T.B.                    | Gabriel Dell      | Wolfgang Ziffer    |
| Portier                 | Ward Bond         | Claus Jurichs      |
| Officer Mulligan        | James Burke       | Edgar Ott          |
| Philip Griswald         | Charles Peck      | Michael Nowka      |
| Mr. Griswald            | Minor Watson      | Fritz Tillmann     |
| Alter Herr              | Tom Ricketts      | Herbert Weißbach   |
| Kriminalbeamter         | Thomas E. Jackson | Gerd Martienzen    |
| Kriminalbeamter         | G. Pat Collins    | Jochen Schröder    |
| Sanitäter               | Don Red Barry     | Volker Brandt      |
| Prolog-Sprecher         | ./.               | Christian Brückner |

Der Film hatte am 27. August 1937 in Atlantic City in New Jersey in den Vereinigten Staaten Premiere, zeitgleich mit der Premiere in New York City. Am 27. August 1937 lief er dann allgemein im Land an. Veröffentlicht wurde der Film zudem 1937 in Argentinien, Kanada, in London im Vereinigten Königreich und in Belgien. Im darauffolgenden Jahr erschien er erstmals in Frankreich, Australien, Schweden, in den Niederlanden, sowie im gesamten Vereinigten Königreich, des Weiteren in Portugal, Irland und in Dänemark. In Ungarn und Japan wurde er 1939 veröffentlicht und in Belgrad in Jugoslawien 1940. In Italien und in der Sowjetunion erfolgte eine Veröffentlichung 1948. Am 16. November 1998 wurde der Film in Argentinien auf dem Mar del Plata Film Festival vorgestellt. Veröffentlicht wurde der Film zudem in Brasilien, Bulgarien, Kroatien, Finnland, Griechenland, Israel, Neuseeland, Norwegen, Polen, Rumänien, Spanien, Schweiz, in der Türkei, in der Ukraine und in Venezuela.
In Deutschland und in Österreich wurde der Film unter dem Titel Sackgasse veröffentlicht, ein weiterer Titel in Österreich lautete Im Schatten der Wolkenkratzer. In der Bundesrepublik Deutschland hatte der Film am 18. November 1974 Fernsehpremiere. Am 19. Juli 2005 wurde er auf DVD veröffentlicht.

## Rezeption

### Kritik
Der Kritiker Hans-Christoph Blumenberg stellte in der Zeit fest: „Unter Wylers pompös steriler Regie muß Bogart eine undifferenzierte Schurken-Charge mimen. Die handwerklich perfekte Sorgfalt der Inszenierung verdeckt nur unvollkommen die innere Leere des Dramas.“
Das Lexikon des internationalen Films lobte: „Sozialkritisch bedeutendes und entwicklungsgeschichtlich interessantes, atmosphärisch dichtes Vorkriegswerk von William Wyler.“
Der Autor und Kritiker Steve Aldous schrieb, dass die Filmzensur einige der schockierenderen Elemente des Originalstücks abgeschwächt habe. Kameramann Toland habe stimmungsvoll mit viel Schatten fotografiert, und trotzdem erzeuge der Film eine bedrückende Atmosphäre, unterstützt durch die meisterhaften Darstellungen von Bogart und McCrae. Bemerkenswert sei auch Francis als Bogarts alte Flamme, die in die Prostitution abgerutscht sei, und Sidney als besorgte Schwester eines der Jugendgangmitglieder. Zwar mögen die „Dead End Kids“ heute etwas zu manieriert wirken, seien aber einprägsam genug gewesen, um eine eigene Reihe von B-Movies hervorzubringen.
Auf der Seite Bloc de Josep war man der Meinung, dass Wyler für diesen Film von Goldwyn ein Geschenk in Form einer Besetzung erhalten habe, die perfekt zu allen Charakteren passe, die in seinem Film zum Leben erweckt worden seien. Angefangen bei einer Gruppe sehr junger Schauspieler, die die Slum-Teenager darstellten und die Figuren wie ihre Westentasche kennen würden. Bemerkenswert sei auch der Auftritt von Marjorie Main als Mutter des von Humphrey Bogart gespielten Verbrechers, der seiner Figur viel Leben einhauche. Passend besetzt seien auch Sylvia Sidney und Joel McCrea in den Hauptrollen sowie Allen Jenkins, Wendy Barrie sowie Claire Trevor in einer kurzen, aber sehr intensiven Rolle, die ihr jedes erdenkliche Lob eingebracht habe. Abschließend hieß es, dies sein ein absolut unverzichtbarer Film für jeden Cineasten mit Selbstachtung: ein Kunstwerk, das in der transzendentalen Natur seines intimsten Inhalts nichts von seiner Relevanz verloren zu haben scheine.
Für Cinecaps Digest waren die aufrührerischen Straßenkinder, die Dead End Kids, eher unerträglich, die hier ihr Filmdebüt gaben. Darüber hinaus biete der Film einige fesselnde Momente abseits der Jugendlichen, wie Trevors kleine, aber unvergessliche Rolle und eine spannende Verfolgungsjagd Bogarts über die Dächer. Das alles sei stimmungsvoll fotografiert von Gregg Toland mit den schneidenden Lichtstrahlen und harten Schatten, die bald die Noir-Ästhetik prägen sollten. Es gebe eine grandiose Eröffnungsszene, in der die Kamera in die Mietskasernen hinabfahre.
Auch bei Cine Viewer sah man das ähnlich und schrieb, Dead End sei kein Kandidat für den besten Film, da er von den jugendlichen Straftätern gründlich zerstört werde. Danach würden sie „Dead End Kids“ genannt und ruinierten weitere Filme bis zu ihrem erfreulichen Abschied 1958. Jedes Mal, wenn sie auftauchen würden, sinke die Bewertung des Fils automatisch um drei oder vier Punkte. Das andere Problem sei, wie theatralisch sich das Ganze anfühle, das fast an einem Ort zusammen mit einem schicken Penthouse mitten im Slum gedreht worden sei. Es sei unglaublich, dass Humphrey Bogart und Allen Jenkins’ Figuren genug Motivation hätten, stundenlang in ihren schicken Anzügen herumzustehen. Und was die Story angehe, wen interessiere sie. Es sei, als würde man zwei Filme in einem sehen. Als Humphrey Bogarats Figur gestorben sei, sei alles vorbei gewesen.
Tony Sokol befasste sich bei Den of Geek mit dem Film und meinte, Humphrey Bogart und die Dead-End-Kids brechen in Dead End, einem Pionier unter den Mafiafilmen mit einer Botschaft, immer noch alle Regeln! Sokol war der Ansicht, dass Sylvia Sidney, Joel McCrea und Humphrey Bogart die Aufmerksamkeit des Publikums von einer Bande jugendlicher Emporkömmlinge gestohlen werde, die diese auf sich gezogen hätten wie eine teure Uhr, die einem ahnungslosen, reichen Bengel, entwendet worden sei. Obwohl der Film für den Oscar als bester Film nominiert gewesen sei, sei er nicht der beste Gangsterfilm aller Zeiten. Dennoch sei der 1937 gedrehte Streifen über das Überleben auf der Straße ein einflussriecher Film, der das damalige New Yorker Gangleben auf eine Weise eingefangen habe, die auch 85 Jahre später noch auf der Bühne und im Kino nachhalle. Die Botschaft sei klar: Dead End sei ein kompromisslos radikaler Film, künstlerisch und politisch, und zugleich ein Gangsterklassiker.
Der Kritiker Dennis Schwartz führte in seiner Bewertung aus, dass das düstere Schwarz-Weiß-Sozialdrama als großer Film über soziale Probleme überbewertet werde. Obwohl gut gemeint, sei der Film überholt und seine Darstellung von Jugendkriminalität lächerlich. Sein liberales Plädoyer, dass allein ein schlechtes Umfeld Kriminelle hervorbringe, sei nicht zum Lachen.
Martin Merkelbach von der Seite der Film Noir bewertete den Film mit vier Sternen und meinte, die Sprache des Films erinnere ihn an Dashiell Hammett, was wohl „nicht zuletzt an Drehbuchautorin Lillian Hellman liegen“ würde, „Hammetts langjähriger Freundin aus den Tagen seiner Autorschaft in jenen Zwanzigern und Dreißigern“. Als Film funktioniere das Theaterstück „aber wegen der unglaublich brillanten Regie William Wylers.“ Dieser erweise „sich im Jahr von Fritz Langs Gehetzt – Du lebst nur einmal als kongenialer Vorreiter des Film Noirs der Vierziger“. Der Film verfehle „nur knapp die Bestnote, insofern Dave als Lichtgestalt die Fäden zuletzt sehr nach Schema F in die Hand“ nehme. „Für die Dreißiger“ sei „das Sozialdrama teils dennoch überraschend konsequent und mit sicherer Hand in Szene gesetzt.“
Derek Winnert war der Meinung, dass Produzent Goldwyn unglücklicherweise die gewiefte Sprache von Sidney Kingsleys Broadway-Hit verwässere, wodurch ein theatralischer, synthetischer Film mit einem kämpferischen Bewusstsein für soziale Gerechtigkeit entstanen sei. So eng und künstlich der Film auch heute wirke, habe er doch immer noch ein warmes Herz und gute Absichten. Mehrere charismatische Darsteller würden ihn vorantreiben und Regisseur Wyler, Kameramann Gregg Toland (Meister der Tiefenschärfefotografie) und Autorin Lillian Hellman würden trotz der selbst auferlegten Einschränkungen des Films kleine Wunder vollbringen.
Der Autor Alan G. Barbour führte aus, dass „unter der Kameraführung von Gregg Toland“ ein „brillantes Bild eines New Yorker Slums gezeichnet“ werde, das ein „lebhaftes, anschauliches Porträt von Leuten“ darstelle, „die sich ständig nach besten Kräften“ bemühten, „trotz der deprimierenden Umgebung etwas aus ihrem Leben zu machen“. Regisseur William Wyler habe aus Bogart „eine tolle, provozierende Darstellung“ herausgeholt, „um zu beweisen, daß dieser Schauspieler durchaus fähig“ gewesen sei, „auch mit einem schwierigen Stoff sehr geschickt fertig zu werden.“ Dead End sei „einer der besten Filme Bogarts“ und bleibe „ein aufrüttelndes Leinwanderlebnis.“

## Auszeichnungen
- Bei den Photoplay Awards 1937 wurde der Film mit dem Photoplay Award in der Kategorie „Bester Film des Monats September“ ausgezeichnet.
- Der Film erhielt vier Oscar-Nominierungen, ging allerdings bei der Oscarverleihung 1938 leer aus. Die Nominierungen erfolgten in den Kategorien „Bester Film“, „Bestes Szenenbild“ (für Richard Day), „Beste Kamera“ (für Gregg Toland) und „Beste Nebendarstellerin“ (für Claire Trevor).